# Paliano
Paliano és un comune (municipi) de la província de Frosinone, a la regió italiana del Laci.
Paliano limita amb els municipis de Colleferro, Gavignano, Genazzano, Segni, Serrone, Anagni, Olevano Romano i Piglio.
A 1 de gener de 2019 tenia 8.188 habitants.

## Història
Paliano va ser la seu d'una branca de la poderosa família Colonna el cap de la qual era Senyor, després Duc i més tard Príncep de Paliano. La seva fortalesa domina la ciutat. El 1556 les forces papals van capturar la ciutat, que va ser governada durant uns quants anys per Giovanni Carafa, nebot del papa Pau IV, com a duc. La seva esposa Violante di Cardona era la "duquessa de Paliano" celebrada a la novel·la del mateix nom de Stendhal.
A la mort de Pau IV el 1559, Marco Antonio Colonna va recuperar la ciutat. La seva participació a la batalla naval de Lepant el 1571 és commemorada per la Via Lepanto, que porta al palau familiar. L'església de Sant'Andrea (del segle XVII) conté les tombes dels Colonna, incloent-hi una magnífica tomba per al príncep Filippo II Colonna de Bernardino Ludovisi, acabada el 1745. Al segle xix la fortalesa Colonna va ser venuda als Estats Papals, que la van utilitzar com a presó.